# Fahad Al-Mirdasi
Fahad Al-Mirdasi (Arabisch: فهد المرداسي) (Riyad, 16 augustus 1985) was een Saoedi-Arabisch voetbalscheidsrechter. Hij was in dienst van de FIFA en AFC sinds 2011 tot 2018.
Op 14 december 2011 leidde Al-Mirdasi zijn eerste interland, toen Palestina met 1–1 gelijkspeelde tegen Libië. Tijdens dit duel trok de Saoediër vijfmaal de gele en eenmaal de rode kaart. In 2015 was hij scheidsrechter tijdens het WK -20. Tijdens dit toernooi leidde hij twee duels in de groepsfase, een achtste finale en de finale tussen Brazilië en Servië. De Serviërs wonnen na verlenging met 1–2.
In 2018 werd hij voor het leven geschorst door FIFA wegens matchfixing.

## Interlands
| Datum            | Wedstrijd                                    | Uitslag | Competitie                        | Kreeg geel | Kreeg voor de tweede keer geel en dus rood | Weggestuurd |
| ---------------- | -------------------------------------------- | ------- | --------------------------------- | ---------- | ------------------------------------------ | ----------- |
| 14 december 2011 | Palestina – Libië                            | 1 – 1   | Pan-Arabische Spelen 2011         | 5          | 0                                          | 1           |
| 2 maart 2013     | India – Chinees Taipei                       | 2 – 1   | ACC 2014 kwalificatie             | 0          | 0                                          | 0           |
| 6 maart 2013     | Chinees Taipei – Guam                        | 0 – 3   | ACC 2014 kwalificatie             | 8          | 0                                          | 0           |
| 18 maart 2013    | Qatar – Thailand                             | 1 – 0   | Vriendschappelijk                 | 1          | 0                                          | 1           |
| 9 september 2013 | Verenigde Arabische Emiraten – Nieuw-Zeeland | 2 – 0   | Vriendschappelijk                 | 1          | 0                                          | 1           |
| 9 november 2013  | Verenigde Arabische Emiraten – Filipijnen    | 4 – 0   | Vriendschappelijk                 | 0          | 0                                          | 0           |
| 5 maart 2014     | Qatar – Bahrein                              | 0 – 0   | AK 2015 kwalificatie              | 3          | 0                                          | 1           |
| 20 november 2014 | Verenigde Arabische Emiraten – Irak          | 2 – 0   | Golf Cup of Nations               | 4          | 0                                          | 0           |
| 12 januari 2015  | Jordanië – Irak                              | 0 – 1   | AK 2015                           | 7          | 1                                          | 0           |
| 17 januari 2015  | Oman – Koeweit                               | 1 – 0   | AK 2015                           | 3          | 0                                          | 0           |
| 22 januari 2015  | Zuid-Korea – Oezbekistan                     | 2 – 0   | AK 2015                           | 4          | 0                                          | 0           |
| 2 augustus 2015  | China – Zuid-Korea                           | 0 – 2   | Oost-Aziatisch kampioenschap 2015 | 3          | 0                                          | 0           |
| 12 november 2015 | Singapore – Japan                            | 0 – 3   | WK 2018 kwalificatie              | 3          | 0                                          | 0           |
| 29 maart 2016    | Filipijnen – Noord-Korea                     | 3 – 2   | WK 2018 kwalificatie              | 3          | 0                                          | 0           |
| 7 oktober 2016   | Oman – Jordanië                              | 1 – 1   | Vriendschappelijk                 | 3          | 0                                          | 0           |
| 15 november 2016 | Zuid-Korea – Oezbekistan                     | 2 – 1   | WK 2018 kwalificatie              | 2          | 0                                          | 0           |
| 24 juni 2017     | Mexico – Rusland                             | 2 – 1   | Confederations Cup 2017           | 6          | 1                                          | 0           |
| 2 juli 2017      | Portugal – Mexico                            | 2 – 1   | Confederations Cup 2017           | 4          | 2                                          | 0           |